# لیشان دولا
لیشان دولا (انگلیسی: Lishan Dula؛ زادهٔ ۱۷ فوریهٔ ۱۹۸۷) دونده دو استقامت زن اتیوپیایی‌تبار اهل بحرین است.